# Eliud Kiptanui

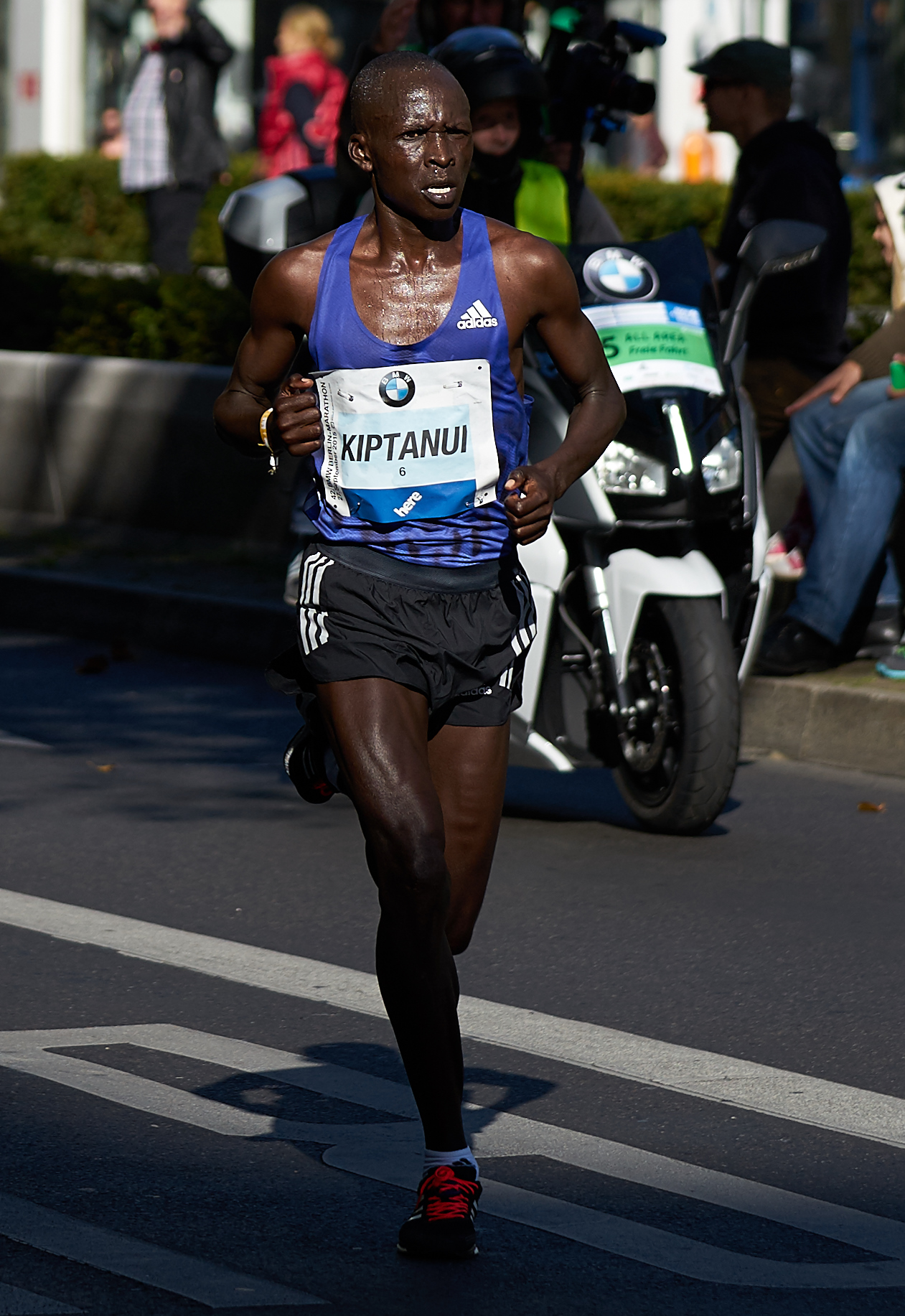
Kiptanui beim Berlin-Marathon 2015

Eliud Kiptanui (* 6. Juni 1989) ist ein kenianischer Marathonläufer.
Als Vierter von sechs Geschwistern wuchs er in Kaptagat bei Eldoret auf. Als 16-jähriger Schüler begann er mit dem Laufsport, musste dann aber die Schule verlassen, weil seine Familie das Schulgeld nicht mehr aufbringen konnte. Ohne einer Trainingsgruppe anzugehören, konnte er sich 2008 bei einem 15-km-Lauf in der Höhenlage von Eldoret mit einer Zeit von 47 Minuten unter Top-Läufern behaupten.
2009 wurde er als Tempomacher für den 3000-Meter-Lauf der Bislett Games engagiert und kam in 8:04,57 min ins Ziel. 
Seinen Durchbruch hatte er im Dezember desselben Jahres, als er beim Safaricom-Marathon in Kisumu trotz schwieriger äußerer Bedingungen in 2:12:17 h siegte und dabei fast sieben Minuten Vorsprung auf den Zweitplatzierten hatte.
Daraufhin wurde er vom deutschen Manager Volker Wagner unter Vertrag genommen. Kiptanui sollte 2010 beim Vienna City Marathon starten, doch der Vulkanausbruch des Eyjafjallajökull verhinderte, dass er rechtzeitig mit dem Flugzeug anreisen konnte.
Stattdessen trat er drei Wochen später beim Prag-Marathon an und verbesserte dort den Streckenrekord um mehr als zwei Minuten auf 2:05:39 h. Im Herbst wurde er beim Berlin-Marathon Fünfter in 2:08:05.
2015 wurde er ebenda Zweiter in persönlicher Bestleistung von 2:05:21 h. 2017 gewann er den Ottawa-Marathon.

## Persönliche Bestleistungen
- Halbmarathon: 1:01:11 min, 8. Mai 2011, Berlin
- Marathon: 2:05:21 h, 27. September 2015, Berlin